# Cardiopteris moluccana
Cardiopteris moluccana là một loài thực vật có hoa trong họ Cardiopteridaceae. Loài này được Blume mô tả khoa học đầu tiên năm 1847.